# Fisiognomia

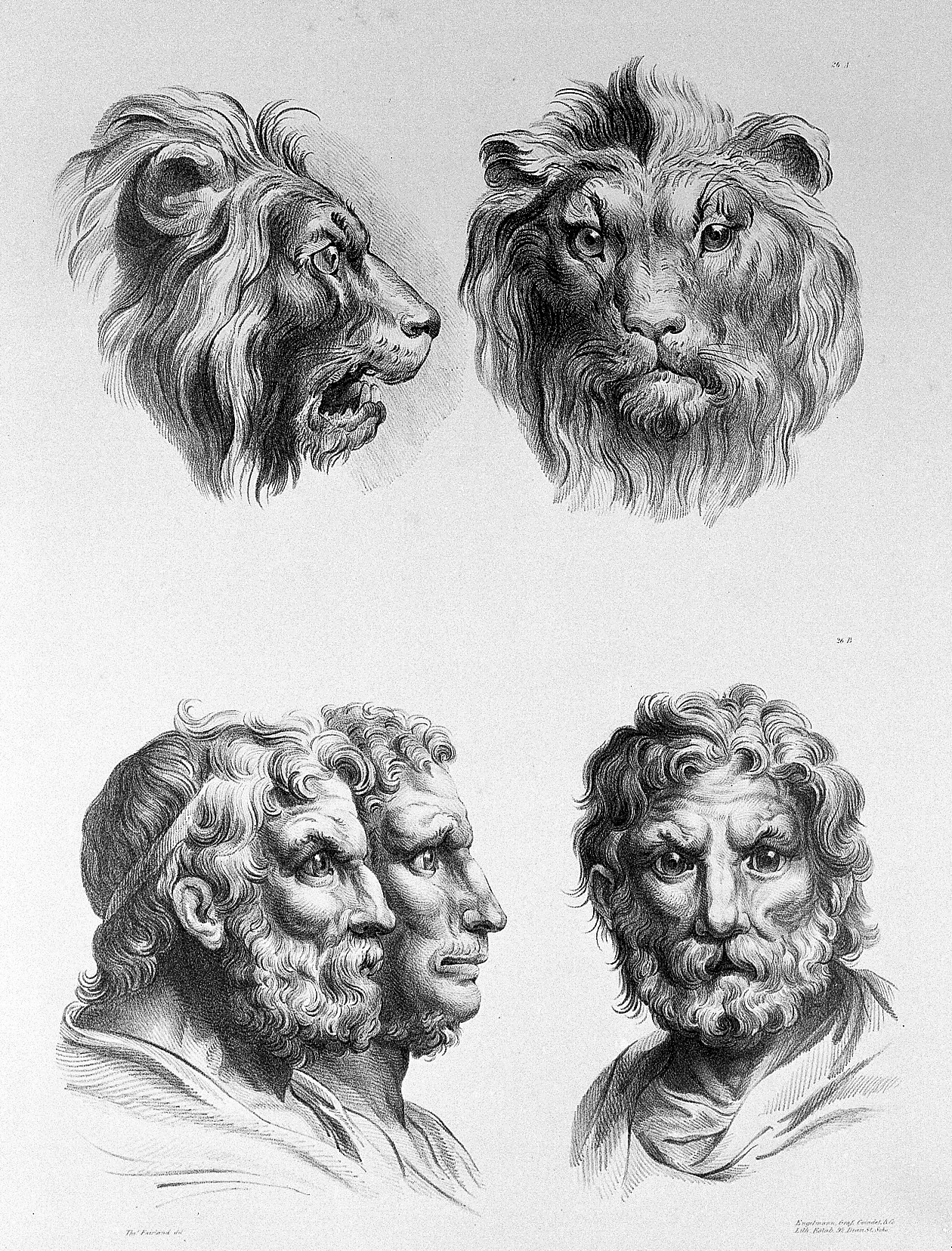
Desenho litográfico ilustrativo da relação entre a fisionomia humana e a da criação bruta, por Charles Le Brun (1619–1690).

Fisiognomia ou simplesmente fisionomia (do grego: φύσις, “natureza”, “julgamento”, “interpretação”) é uma prática pseudocientifica onde se interpreta o caráter e personalidade de uma pessoa através da sua aparência, especialmente a cara.
Segundo a fisiognomia os traços da face podem auxiliar em um diagnóstico preciso e ainda indicar um tratamento correto em qualquer área médica, estética, nutricional ou psicológica, e a sua técnica consiste em uma avaliação completa do indivíduo. As marcas e traços que surgem no nosso corpo são registos dos nossos hábitos de vida, podendo servir como indicadores de desequilíbrios diversos. 